# Сешат
Сешат (егип. Sš3t — «Та, кто отмеряет годы жизни» или «женщина-писец») — богиня искусства письма, литературы, судьбы и счёта в египетской мифологии. Олицетворялась с пантерой и носила древний титул «Госпожа Дома жизни» (учебного заведения с собраниями рукописей, архивом).

## Имя
У имени «Сешат» есть два значения. Первое — «Та, кто отмеряет годы жизни» (от сеш = папирус = зелёный = живительный). Позже, когда её культ соединился с культом Тота, имя получило толкование «женщина-писец» (от сеш = папирус = писчая палочка из папируса = писец). Мужской формой «Сешат» является Сешау.

## Изображение

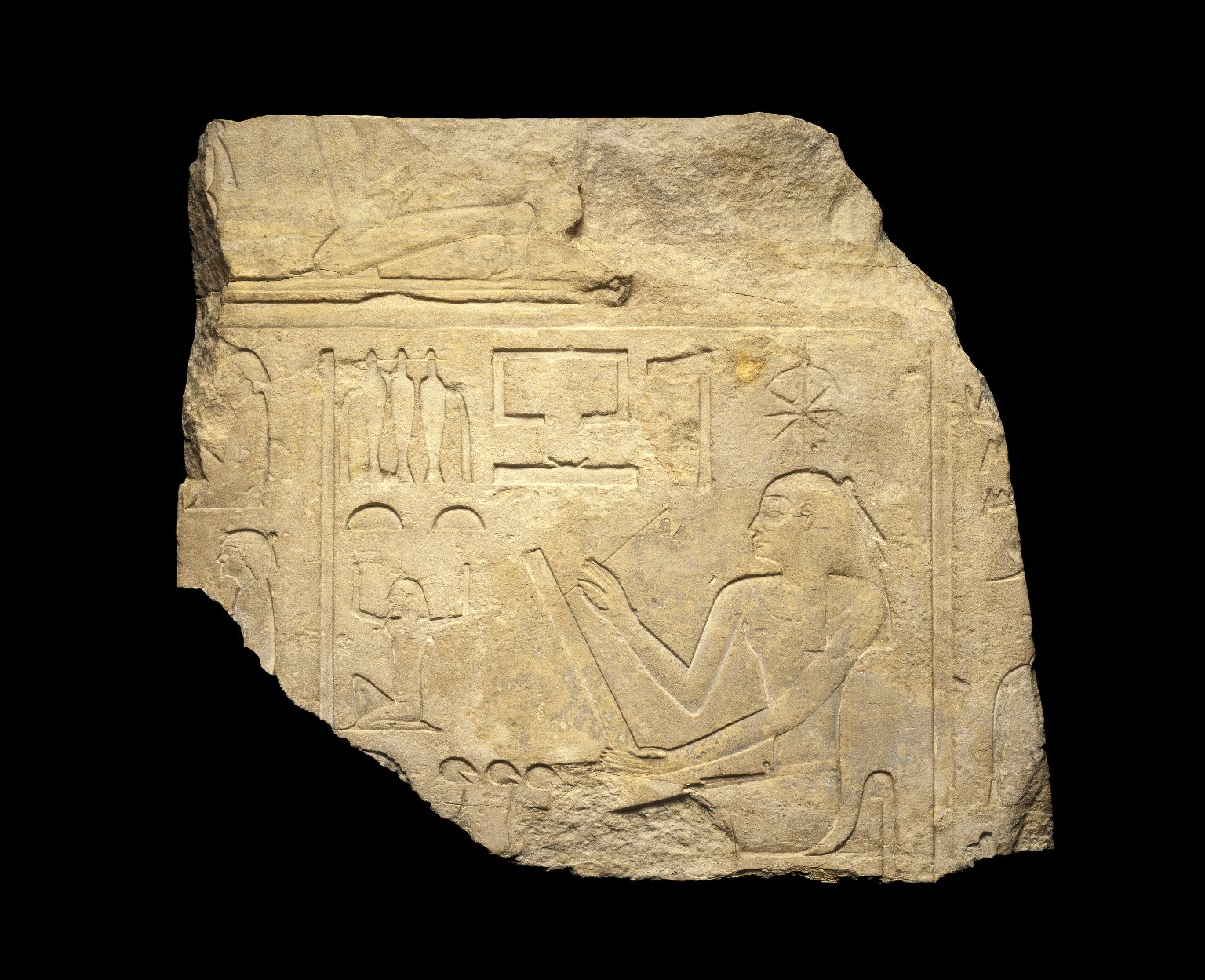
Фрагмент известнякового рельефа с изображением Сешат, ок. 1919—1875 годы до н. э. Бруклинский музей

Священным животным Сешат считалась пантера, поэтому богиня представлялась в шкуре этого животного, накинутой поверх рубашки, с письменными принадлежностями (папирусовая палочка и временной столб) в руках. Над головой изображалась семиконечная звезда. Символ Сешат ставился на штандарт, выносимый восьмым из 15 в церемониальной процессии жрецов.

## Мифология
В поздний период Сешат связывалась с Тотом и считалась той, кто на листьях дерева шед (связанного с хеб-сед) отмеряет годы жизни и правления фараона. Считалась дочерью или сестрой (также женой) бога мудрости Тота.
День рождения Сешат праздновался в один день с днём рождения Мафдет, поэтому предполагают, что Сешат — её сестра-близнец.
В храме Дендеры Исида называется «Великой Сешат», госпожой письма, великой на небесах, могущественной на земле".

## Культ
Первоначально Сешат была локальной богиней Саиса, но затем центром её культа стал Хемену (Гермополь Великий).
Сешат представлялась женской ипостасью Тота — богиней письма, счёта, мудрости, той, кто покровительствует учёным и мудрецам, строителям и геодезистам. Значимая роль придавалась Сешат при закладке фундамента, особенно во время строительства храмов (поэтому Сешат связывалась с Нефтидой — покровительницей дворцов). Сешат называлась «Госпожой Дома жизни», то есть храмового скриптория.
Как богиня судьбы Сешат сидит у подножья космического древа в нижних глубинах неба или на месте встречи Верхнего и Нижнего Египта. На древе или его листьях она записывает годы жизни (фараонов) и значимые события для будущих поколений. Сешат — одна из богинь, которая сидит у постели новорождённого божественного ребёнка.